# A Private Matter
Pour plus de détails, voir Fiche technique et Distribution.
A Private Matter est un court-métrage australien écrit, produit, réalisé et monté par Kate Halpin, sorti en 2015.

## Fiche technique
- Titre : A Private Matter
- Réalisation : Kate Halpin
- Scénario :  Kate Halpin
- Montage : Kate Halpin
- Production : Kate Halpin
- Société de production :
- Musique : Patrick Hutchings
- Pays d'origine :  Australie
- Langue d'origine : anglais
- Genre : Comédie dramatique, romance saphique
- Lieux de tournage : Tilba Tilba, Nouvelle-Galles du Sud, Australie
- Durée : 26 minutes
- Date de sortie : 
  -  Australie 2015

## Distribution
- Giselle van der Wiel : Abbi
- Bianca Bradey : Charlie
- Norah George : Virginia
- Cain Thompson : Dave